# 進步型沸水式反應爐

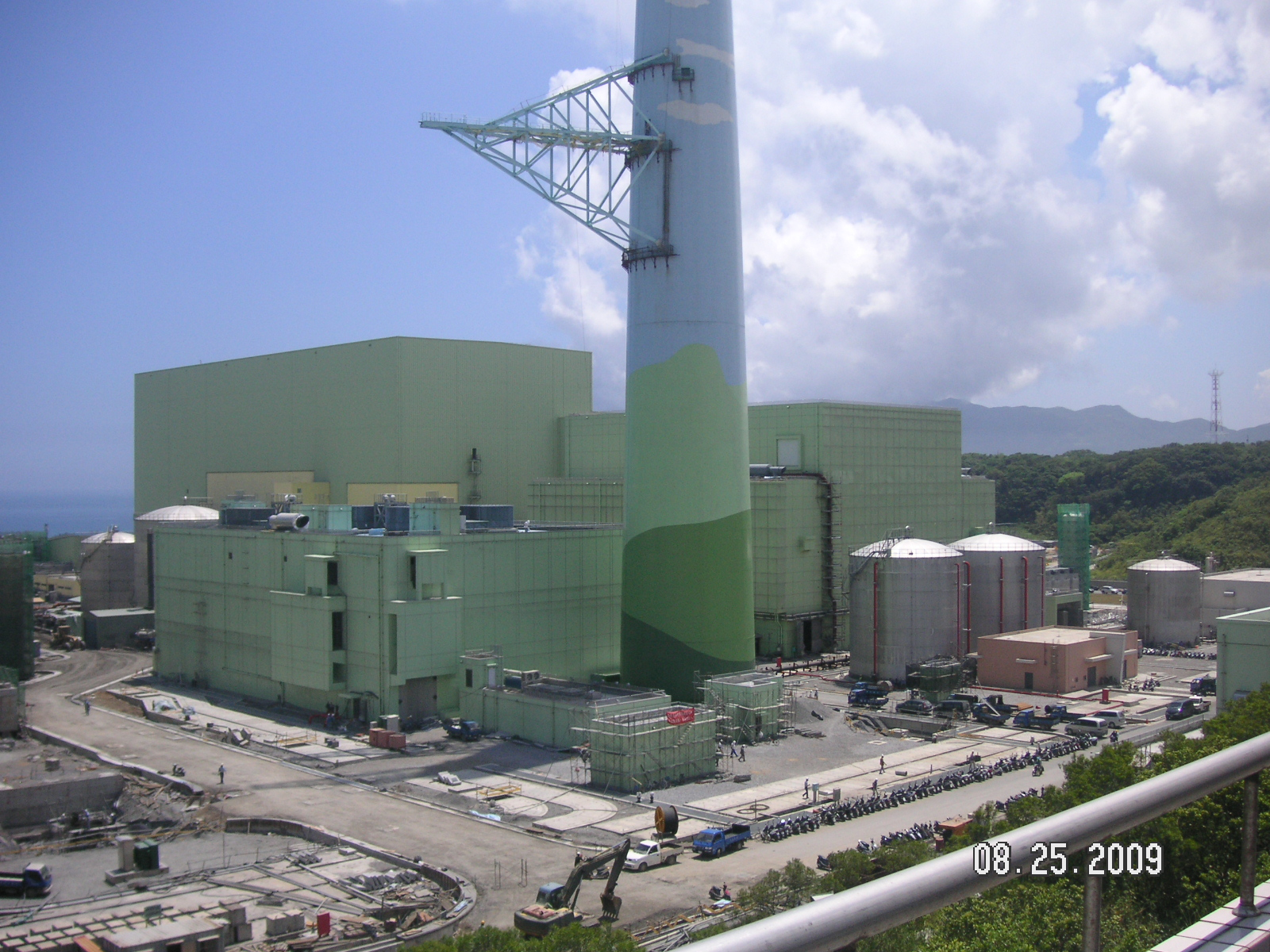
臺灣建造中的龍門核能發電廠即採用進步型沸水式反應爐

進步型沸水式反應爐（英語：Advanced Boiling Water Reactor，簡寫；也译改良型沸水式反應爐），是一款符合第三代反應器規範的沸水反應爐。目前由通用电气（GEH）和東芝合作生產。如同以往的沸水式反應爐，進步型沸水式反應爐經由核分裂反應加熱水蒸氣，產生的水蒸汽用以推動蒸汽渦輪，再帶動發電機組產生電力。
沸水式反應爐（BWR）是全世界應用數量第二多 的輕水反應爐，由於使用直接循環的設計，可產生較使用間接循環的壓水反應爐（PWR）更多的蒸氣動力。進步型沸水式反應爐可謂沸水式反應爐設計的極致，而且是第三代反應器中，最早發展成熟，擁有從設計到建造等完整經驗的機型。第一部機組在日本建造、使用，在臺灣龍門核能發電廠也有機組正在建造中。美國也有部分電廠計劃採用進步型沸水式反應爐。
根據進步型沸水式反應爐的基礎設計，其輸出功率為 1350 MWe（3926 MWth）。

## 認證與運轉許可
進步型沸水式反應器的最終設計版本於1997年通過美國核能管理委員會的認證，代表其在效能、運轉效率、輸出功率、安全性等各方面皆得到驗證。 並於2013年獲得於英國的電廠興建計劃採用。

## 設計概觀
相較於過去的沸水式反應爐，主要的改進項目有：

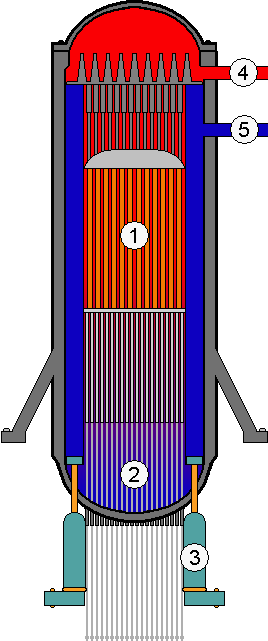
進步型沸水式反應爐的壓力容器 1:爐心 2:控制棒 3:內部循環泵 4:通往蒸汽渦輪的蒸氣管線 5:爐心冷卻水源

- 裝設於反應器壓力槽底部的10具內循環泵，免除原本外置式循環泵，需要的龐大空間與複雜的管路設計，同時達到更好的運轉效能。
- 改善控制棒之控制機構設計，採用電子訊號搭配液壓系統控制，並且允許使用電動馬達微調控制燃料棒的位置。同時，具備可靠性與備份安全性，於需要緊急停機的狀況發生時，可於2.8秒內關閉反應爐。
- 使用全數位化的反應爐保護系統，可以全面監控機組運轉狀況，使安全系統的設計更為簡潔、明確。同時具備多重備份系統，確保在出現安全疑慮時能迅速執行緊急停止，並且減少因為錯誤訊息而產生誤動作的機率。
- 提供全數位化的控制系統，同時保留手動控制系統作為備份用。並且將安全保護相關系統的儀表、控制盤面分開，提供更可靠、有效率的操作界面。值得一提的是，此控制系統俱有自動執行啟動、關閉程序的能力，可以增加運轉效率、減少人為疏忽。當然這一切還是在操作人員的監視下進行，必要時也可改為手動控制。
- 在緊急爐心冷卻系統進行多方面的改進，提供非常高層次的事故、損害預防能力：
  - 具備三組爐心緊急冷卻系統方案，且皆為可獨立運作的系統，確保於發生多重系統失效時，仍能快速冷卻爐心，避免發生爐心事故。
  - 具有18個緊急卸壓閥，其中10個為自動控制的緊急卸壓閥。於異常事件發生，且有必要的情況下，可以快速降低爐心壓力，並搭配爐心注水系統，迅速冷卻爐心。
  - 高壓爐心注水系統可以提高比以往更高的注水壓力。
  - 除了三具高可靠性的備用內燃機驅動發電機外，再增加一具燃氣渦輪，即使在電廠全黑狀態（完全失去電力供應），仍然能提供備用電力。
  - 即使在爐心高壓注水系統失效的情況下，仍然有一具蒸汽驅動的注水泵可用以冷卻爐心。同時，除了高可靠性的備用發電機外，尚有充足的備用電池，提供多重備援電力來源。
  - 使用極厚的混凝土底座，能夠承受爐心熔毀時可能溢出的高熱物質，將可能的場外損害降至最低。
- 採用較前一代更加強化的圍阻體與壓力容器，從最內層爐心到外層圍阻體，共有多層特別設計的硬化層。經過特殊設計的蒸汽管道，有助於在發生意外時，讓反應爐產生的蒸汽更容易冷卻還原成液態水，減少容器內壓力過高的可能性。 此反應爐的設計可以在加速度達0.3G的地震中安全停機，且可承受風速大於每小時320英里的暴風襲擊。在地震較多的地區，可採用更加強化的基座設計，例如臺灣的龍門核能發電廠於設計上可承受任意方向加速度達0.4G的地震。
- 設計的壽命至少60年。經過簡化的設計也意味著，沒有昂貴的組件需要更換，進而降低總運營成本。

## 建置案
| 電廠                      | 反應爐數量 | 額定負載容量 | 位置                   | 營運者                     | 開始興建  | 完工(首次臨界) | 經費(美元) | 備註                                                                                       |
| ------------------------- | ---------- | ------------ | ---------------------- | -------------------------- | --------- | -------------- | ---------- | ------------------------------------------------------------------------------------------ |
| 柏崎刈羽核電廠 第6、7號機 | 2          | 1356MW       | 日本新潟縣柏崎市       | 東京電力                   | 1992,1993 | 1996,1996      |            | 311大地震後停機進行檢察與補強工程，目前再啟動時間未定                                      |
| 志賀核電廠第2號機         | 1          | 1358MW       | 日本石川縣志賀町       | 北陸電力                   | 2001      | 2005           |            | 311大地震後停機進行檢察，目前再啟動時間未定                                                |
| 濱岡核電廠第5號機         | 1          | 1267MW       | 日本靜岡縣御前崎市     | 中部電力                   | 2000      | 2005           |            | 2011年5月14日，濱岡5號機因位處海嘯高風險區而被日本政府勒令停機，目前再啟動時間未定         |
| 島根核電廠3號機           | 1          | 1373MW       | 日本島根縣松江市       | Energia co. 中國電力       | 2007      | After 2011     |            | 2011年暫停建置                                                                             |
| 龍門核能發電廠            | 2          | 1350MW       | 中華民國新北市貢寮區   | 台灣電力公司               | 1999      | 未定           | $92億      | 一號機、二號機都已完工，但未裝填燃料之後封存                                               |
| 東通核電廠第1號機         | 3          | 1385MW       | 日本青森縣下北郡東通村 | 東北電力、東京電力         | 2010      | 2017年         |            | 位於疑似活斷層危險區，繼續興建，已完工機組延後啟動，日本政府再做詳細地質調查，運轉時間未定 |
| 大間核電廠                | 1          | 1383MW       | 日本青森縣下北郡大間町 | J-Power 電源開發           | 2010      | 2014年         |            | 建設中，電源開發的首座核電廠，運轉時間未定                                                 |
| 南德州計畫                | 2          | 1358MW       | 美國德州灣市           | NRG能源、東京電力、CPS能源 |           |                | $140億     | 2011年3月取消                                                                              |

## 外部連結
- GE Energy's official page for the ABWR （页面存档备份，存于）
- NRC's Issued Design Certification page on the ABWR （页面存档备份，存于）
- Engineered Safety Features in the ABWR （页面存档备份，存于）